# Still (álbum de Joy Division)
| Críticas profissionais | Críticas profissionais |
| Avaliações da crítica  | Avaliações da crítica  |
| Fonte                  | Avaliação              |
| ---------------------- | ---------------------- |
| All Music Guide        | link                   |

Still é a primeira coletânea musical da banda britânica de pós punk Joy Division lançado em 1981, um ano depois do fim da banda.
O álbum contém sobras de estúdio e duas gravações ao vivo: uma releitura da música "Sister Ray", do Velvet Underground, e uma apresentação na Universidade de Birminghan, de 2 de maio de 1980, que foi a última apresentação do Joy Division (disco 2 todo), 16 dias antes do suicídio do vocalista Ian Curtis.
Na faixa "Decades" (disco 2), dá para ouvir o sintetizador superaquecendo e desafinando.
Na versão em CD, não consta a faixa "Twenty-Four Hours".

## Faixas
Todas as músicas foram compostas por Joy Division, exceto "Sister Ray", por Reed/Morrison/Tucker/Cale.

### Disco 1 - Lado A
1. "Exercise One"
2. "Ice Age"
3. "The Sound of Music"
4. "Glass"
5. "The Only Mistake"

### Disco 1 - Lado B
1. "Walked In Line"
2. "The Kill"
3. "Something Must Break"
4. "Dead Souls"
5. "Sister Ray"

### Disco 2 - Lado A
1. "Ceremony"
2. "Shadowplay"
3. "A Means To An End"
4. "Passover"
5. "New Dawn Fades"
6. "Twenty-Four Hours"

### Disco 2 - Lado B
1. "Transmission"
2. "Disorder"
3. "Isolation"
4. "Decades"
5. "Digital"